# Beinn Bhàn (Highland)
Beinn Bhàn är ett berg i Storbritannien.   Det ligger i kommunen Highland och riksdelen Skottland, i den nordvästra delen av landet, 700 km nordväst om huvudstaden London. Toppen på Beinn Bhàn är 896 meter över havet.
Terrängen runt Beinn Bhàn är huvudsakligen kuperad. Närmaste större samhälle är Kyle of Lochalsh, 17,9 km söder om Beinn Bhàn. 